# 小岩城 (密西西比州)
小岩城（英語：Little Rock）是一個在美國密西西比州牛頓縣的非建制社區，位于北緯32.526度、西經89.025度。海拔440英尺（134米） 。比尤拉哈伯德中學的舊址位在此地區。

## 知名人士
- 科爾特尼·克莱蒙斯（英语：Kortney Clemons）（生於1980年），残奥会运动员

32°31′34″N 89°01′31″W / 32.52611°N 89.02528°W